# Мори, Роберт
Роберт Уиллис «Боб» Мори младший (англ. Robert Willis "Bob" Morey Jr.; 23 августа 1936, Кливленд, Огайо — 18 января 2019) — американский гребец, выступавший за сборную США по академической гребле в середине 1950-х годов. Чемпион летних Олимпийских игр в Мельбурне, победитель и призёр регат национального значения.

## Биография
Роберт Мори родился 23 августа 1936 года в Кливленде, штат Огайо.
Занимался академической греблей в течение трёх лет во время учёбы в Академии Филлипса в Эксетере, в частности на выпускном курсе был загребным в распашной рулевой восьмёрке. Продолжил тренироваться в Йельском университете, состоял в местной гребной команде «Йель Булдогс», неоднократно принимал участие в различных студенческих регатах. Был членом тайного общества Череп и кости.
Наивысшего успеха в гребле на взрослом международном уровне добился в сезоне 1956 года, когда вошёл в основной состав американской национальной сборной и благодаря череде удачных выступлений удостоился права защищать честь страны на летних Олимпийских играх в Мельбурне. В составе экипажа-восьмёрки обошёл в финале всех своих соперников, в том числе почти на две секунды опередил ближайших преследователей из Канады, и тем самым завоевал золотую олимпийскую медаль.
Окончив университет в 1958 году, затем Мори служил в Военно-морских силах США, был младшим лейтенантом на ледоколе USS Atka.
В 1962 году получил степень магистра делового администрирования в Гарвардской школе бизнеса, после чего работал в финансовой сфере, в частности являлся сотрудником компании Brown Brothers Harriman.
Впоследствии вместе с женой проживал в городе Тибурон, Калифорния, основал здесь ранчо Casey Flat Ranch, где занимался разведением крупного рогатого скота и выращиванием винограда.
Умер 18 января 2019 года в возрасте 82 лет.